# Onthophagus merus
Onthophagus merus é uma espécie de inseto do género Onthophagus, família Scarabaeidae, ordem Coleoptera.

## História
Foi descrita cientificamente por Péringuey em 1901.